# Kaizoku-Ban
Kaizoku-Ban è un EP registrato dal vivo a Nagoya, in Giappone, il 19 settembre 1985 dal gruppo musicale heavy metal tedesco Accept, pubblicato nello stesso anno.
Nel 1992 è stato rinominato col titolo Live in Japan.

## Tracce
1. Metal Heart
2. Screaming for a Love-Bite
3. Up to the Limit
4. Head over Heels
5. Love Child
6. Living for Tonite

## Formazione
- Udo Dirkschneider - voce
- Wolf Hoffmann - chitarra
- Jörg Fischer - chitarra
- Peter Baltes - basso
- Stefan Kaufmann - batteria